# Оланд (остров, Германия)
Оланд (нем. Oland, с.-фриз. Ualöön, дат. Øland) — один из группы островов Халлиген в составе Северо-Фризских островов в Ваттовом море на западном побережье Северной Фрисландии, земля Шлезвиг-Гольштейн на севере Германии. Административно относится к коммуне Лангенес и, следовательно, к управлению Пелльворм. До 1941 года Оланд был самостоятельной коммуной.

## География
Длина острова составляет 2,9 км, ширина - от 500 до 980 м. Площадь составляет 2,01 км². Около 20 жителей живут в 17 домах на одном терпе Оландварфт. На Оланде есть школа, церковь, гостиница, общественный центр с библиотекой и Оландский маяк — единственный маяк с соломенной крышей в Германии.

## История
Территория нынешнего халлига принадлежала севернофризскому Утланду. Оланд уже был внесён в список островов в Датской поземельной книге короля Вальдемара II. Административно он относился к Странду. В 1362 году он стал халлигом, при этом приход сохранился. В 1634 году наводнение Бурхарди разрушило сухопутную связь Оланда с примыкавшим с юго-запада островом Лангенес. Рождественское наводнение 1717 года и Февральское наводнение 1825 года также были разрушительными. В 1717 году вода была на два фута выше, чем в 1634 году. Все дома были в разной степени повреждены, а мельница была разрушена. В 1825 году из 36 домов 33 были затоплены. В 1850 году осталось только два терпа, один из которых был разрушен в 1862 году.
В 1860 году Оланд впервые был соединён с материком транспортной дамбой, но в последующие зимы сооружение неоднократно разрушалось штормовыми нагонами. Только построенный до Дагебюлля с 1925 по 1927 год Лорендамм выстоял до сегодняшнего дня.
В 1941 году, ранее независимая коммуна Оланд была объединена с двумя другими коммунами Нордмарш (бывший халлиг Нордмарш) и Лангенес (бывшие халлиги Лангенес и Бутвель), чтобы сформировать новую коммуну Лангенес.
Благодаря строительству дамбы появилась возможность получить прирост земли к востоку от халлига (сторона, обращенная к материку), чтобы компенсировать потерю земли от штормовых нагонов, постоянно происходившую до тех пор, пока западная сторона халлига не была укреплена.